# Daniel Seiler
Daniel Seiler (* 7. September 1985 in Coburg) ist ein deutscher Autor.

## Leben
Daniel Seiler studierte Politikwissenschaft an der Otto-Friedrich-Universität Bamberg sowie ab 2009 Kinder- und Jugendmedien an der Universität Erfurt. Er engagierte sich im Dekanat Coburg im Bund der Deutschen Katholischen Jugend und war als Pressereferent bei der Deutschen Pfadfinderschaft Sankt Georg tätig. Heute arbeitet er freiberuflich als Autor, Social-Media-Redakteur und betätigt sich als Blogger. Er arbeitet außerdem beim Kinderkanal von ARD und ZDF als Redakteur in der Unternehmenskommunikation und Beauftragter für Diversität.
Neben der Veröffentlichung mehrerer Bücher für Jugendleiter, erschien 2021 ein Reiseführer für Erfurt und Thüringen, der einen besonderen Schwerpunkt auf die Bundesgartenschau 2021 legt, die ebenfalls in der Thüringer Landeshauptstadt stattfindet.
Seiler lebt seit 2009 in Erfurt.

## Veröffentlichungen
- Die 50 besten Abenteuerspiele. Don Bosco Medien, München 2015, ISBN 978-3-7698-2128-4.
- Und Äktschn! 111 Spiele für Jungschar, Zeltlager und Co. Brendow Verlag, Moers 2015, ISBN 978-3-86506-768-5.
- Feuer, Wasser, Luft und Erde: 55 Aktionen zu den vier Elementen. Neukirchener Aussaat, Neukirchen-Vluyn 2016, ISBN 978-3-7615-6356-4.
- Raus mit Euch! 70 Naturpiele für Gruppen, Zeltlager und Co. Brendow Verlag, Moers 2016, ISBN 978-3-86506-885-9.
- Auf geht’s: 111 Spiele für Jungschar, Zeltlager und Co. Brendow Verlag, Moers 2018, ISBN 978-3-96140-034-8.
- Die 50 besten Stadtspiele. Don Bosco Medien, München 2019, ISBN 978-3-7698-2398-1.
- mit Lea Teschauer: Lieblingsplätze Blühendes Erfurt und Thüringen. Gmeiner Verlag, Meßkirch 2021, ISBN 978-3-8392-2837-1.
- Am Lagerfeuer.Tipps und Spiele für den perfekten Ausklang des Tages. Brendow Verlag, Moers 2022, ISBN 978-3-9614-0210-6.